# 飯塚繁雄
飯塚 繁雄（いいづか しげお、1938年〈昭和13年〉6月8日 - 2021年〈令和3年〉12月18日）は、日本の人権活動家。北朝鮮による拉致被害者である田口八重子の長兄。「北朝鮮による拉致被害者家族連絡会」（通称、「家族会」）の代表を務めた。

## 来歴
1938年（昭和13年）6月8日、東京市神田区（現・東京都千代田区神田）で生まれる。疎開で各地を転々とし、終戦後は埼玉県川口市へ転居した。1954年（昭和29年）、15歳で家計を支えるため民生デイゼル工業株式会社（現・UDトラックス株式会社）へ入社し、機械技術者となるため埼玉県立川口工業高等学校定時制課程に入学、昼は働いて夜は学校へ通う生活を送る。1955年（昭和30年）8月、17歳の時に末妹の八重子が生まれた。
1960年（昭和35年）、日産ディーゼル工業（旧・民生デイゼル工業）の上尾工場建設に伴って上尾市に居を移した。その後、28歳の時に結婚し、3人の子どもを授かった。

### 妹の失踪
1978年（昭和53年）6月、妹の八重子（当時22歳）が高田馬場のベビーホテルに2歳半の娘と1歳の息子・耕一郎を預けたまま失踪。八重子の保証人となっていた飯塚は、八重子の残した借金や部屋代を肩代わりした。7月4日、飯塚は警察に捜索願を出した。しかし、何の手がかりも得られないまま半年が過ぎたので親族会議を開き、その結果、八重子の長男・耕一郎は飯塚が、娘（耕一郎の姉）は飯塚の妹が引き取ることとなった。飯塚の3人の子はそれぞれ9歳、8歳、7歳になっていたが、飯塚は子どもたちに事情を話したうえで大きくなるまでずっと内緒にしてくれるよう頼み、妻とも八重子の子を自分の子どもたちと分け隔てなく育てようと話し合った。
1987年（昭和62年）、大韓航空機爆破事件の発生を機に八重子が北朝鮮に拉致されたことが発覚する。当初は妹の失踪と大韓航空機の事件とが結びついていることなど思いも寄らなかったが、爆破の実行犯だった金賢姫の記憶にもとづいて描かれた「李恩恵」のポスターを見て直観的に「似ている」と感じた。しかし、警察からの事情聴取に対し、多感な年ごろの子どもたちへの影響も考えて一度は「李恩恵」が八重子であることを否定した。
しかし、1990年アジア冬季競技大会のニュースを視聴した金賢姫が、千歳空港という名によって、日本人教育係「李恩恵」が日本人女性のかわいい名前として教えてくれたのが「ちとせ」であることを思い出した。金賢姫は「李恩恵」の本名を知らなかったが、「ちとせ」はキャバレー時代の八重子の源氏名だった。捜索活動を再開した警察は再び田口八重子に辿り着いた。こうして、飯塚たちに対する事情聴取が再開した。警察はソウルにあった金賢姫のもとに捜査官を派遣して、田口八重子の写真と「李恩恵」とを照合させた。
1991年（平成3年）5月15日、警察庁と埼玉県警察が記者会見を開き、匿名報道を条件に「李恩恵」が田口八重子であることが判明したと発表した。この直後より田口八重子の家族はマスメディアの大攻勢にさらされた。八重子の生家には車が何台も詰めかけ、深夜にもかかわらず玄関の戸が叩かれ、テレビカメラが回された。近隣の住民にも聞き込みが行われ、親戚中に取材陣が押しかけた。飯塚の母ハナが身を寄せていた養老院や病院にまでマスコミ陣が押し寄せた。
「李恩恵」身元断定の発表のなされた5日後（5月20日）、日朝国交正常化にむけた第3回交渉において、日本側が北朝鮮に対し「李恩恵」の消息調査を持ち出したところ、北朝鮮の交渉担当者が怒り、席を蹴って退室してしまった。このニュースを聞いた飯塚は、それほど怒るのならば「李恩恵」にまつわる話は本当なのだろうと判断した。
1992年11月、実務者レベルの非公式交渉で日本側が李恩恵問題に触れたところ、北朝鮮は再び怒って、一連の国交正常化交渉はこの第8回交渉をもって決裂した。この年、飯塚の母ハナは八重子に会えないまま帰らぬ人となった。当時のメディアでの報道は「李恩恵」は大韓航空機爆破事件に深く関わった人物として描かれ、八重子が自ら進んで事件に加担したような書き方をする記事もあって親族たちを傷つけた。ニュースは匿名でなされたが、八重子が水商売に就いていたこともあって、風評は不当に悪意のこもったものになりがちであったという。飯塚は取材陣に対し、妹は何も悪いことはしておらず、北朝鮮に無理やり連れていかれた被害者であり、妹を勝手に連れ去った者たちが自分たちの都合で八重子を無理やり教育係に仕立てたのだと強調した。

### 妹の救出活動へ
1998年（平成10年）、45年間勤めた日産ディーゼル工業を定年退職。この年、自身の次男として育て、21歳になった八重子の息子・耕一郎に全てを打ち明けた。この事について耕一郎は「何よりもいちばん驚いたのは、そのことを、僕がこの年になるまで全然気づかなかったということ。家族のみんなが僕のことを思って、ずいぶん気を使って育ててくれたんだと思う」と語った。
2000年（平成12年）1月、「北朝鮮に拉致された日本人を救出するための全国協議会」（通称、「救う会」）と「北朝鮮による拉致被害者家族連絡会」（通称、「家族会」）は合同で声明を発表し、拉致問題を事実上棚上げにして日朝国交正常化と北朝鮮に対して食糧支援を行おうとする一部の動きを批判した。
2002年（平成14年）9月17日、小泉純一郎の訪朝によって、北朝鮮側が田口八重子の拉致を認めた。飯塚は翌日、単身で外務省を訪れ、「私が田口八重子の兄です」と名乗った。ところが、9月19日の北朝鮮の説明は、「日本人、田口八重子は1984年に日本人の原敕晁と結婚したのち、1986年に交通事故で死亡した」というものだった。妹の死を信じることはできない、そう考えた飯塚は、この年、北朝鮮による拉致被害者家族連絡会（以下「家族会」）の活動に参画し、妹の救出活動に自ら乗り出す覚悟を固めた。
2003年（平成15年）、飯塚は団長役として拉致被害者の家族を率いてスイスのジュネーブを訪れ、国連人権委員会（強制的失踪作業部会）で拉致の実態を高等弁務官に説明した。増元るみ子の姉、横田めぐみの母と弟、有本恵子の母なども、次々に訴え、国連人権委員たちは「事の重大さを今までの何倍も思い知らされた」と応え、「一人の人間として許せない」とも語った。
2004年（平成16年）11月、飯塚は以下のような要旨の発言をしている。

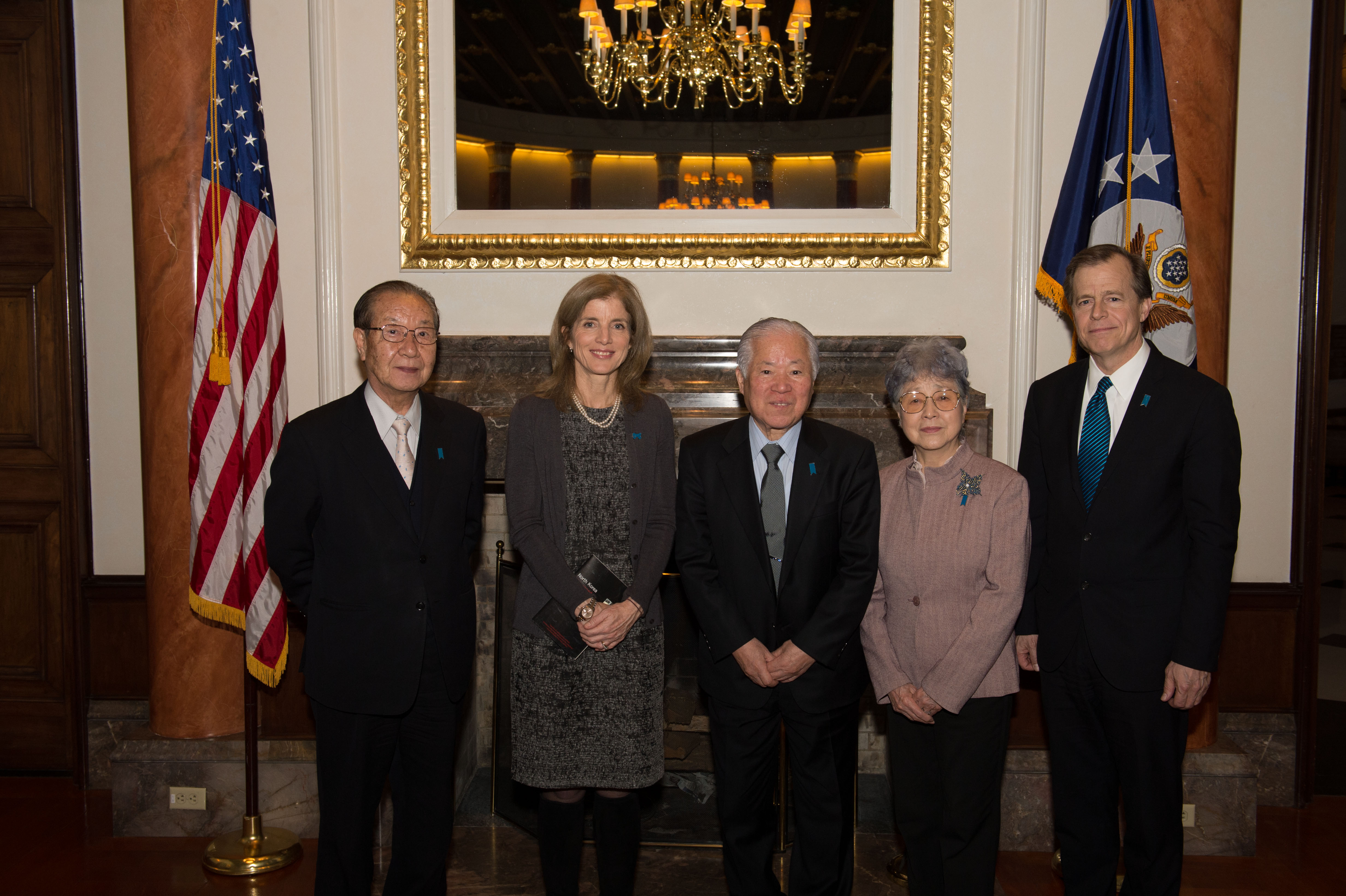
2014年1月30日、駐日アメリカ合衆国大使キャロライン・ケネディ（左から2人目）、北朝鮮政策担当特別代表グリン・デイヴィーズ（右端）と、北朝鮮による拉致被害者家族連絡会の代表飯塚繁雄（左端）、前代表横田滋（中央）・横田早紀江（右から2人目）夫妻。

2008年（平成20年）、飯塚は家族会の代表に就任。同年11月、アメリカ国防総省を訪れた飯塚に対し、 ゴードン・イングランド副長官は「皆様の良き友人がいることを忘れないでいてほしい」と支援を約束した。
2009年（平成21年）3月、飯塚耕一郎とともに韓国の釜山広域市で金賢姫と面会した。金賢姫は耕一郎に「似ていますね、お母さんと」と声をかけ、耕一郎は「お姉ちゃんも似ているんですよ」と答えた。金賢姫はこのとき、終始一貫して耕一郎に「希望を持ちなさい」「お母さん、生きていますよ」と語り続けた。金賢姫はまた、繁雄にも田口八重子と似ていると語った。面会に先立って飯塚繁雄は「我々が、（妹が）北にいることをはっきり確定できたのは、まさに彼女の勇気ある決断、証言のおかげです。我々も、その後の救出活動ができるようになりました。まずは、当然のことですが、このことについてお礼を申し上げたいと考えています」と話していたが、その思いの通り、彼女に会うと開口一番感謝の言葉を伝えた。
2014年（平成26年）1月、アメリカのキャロライン・ケネディ駐日大使が横田夫妻や飯塚を招き、大使と拉致被害者家族との面会が成立した。

### 死去
2021年（令和3年）12月11日、体調不良のため「家族会」の代表を辞任（後任は横田めぐみの弟、横田拓也が就く）。同月18日午前2時頃、埼玉県上尾市内の病院で肺炎のため死去。83歳没。

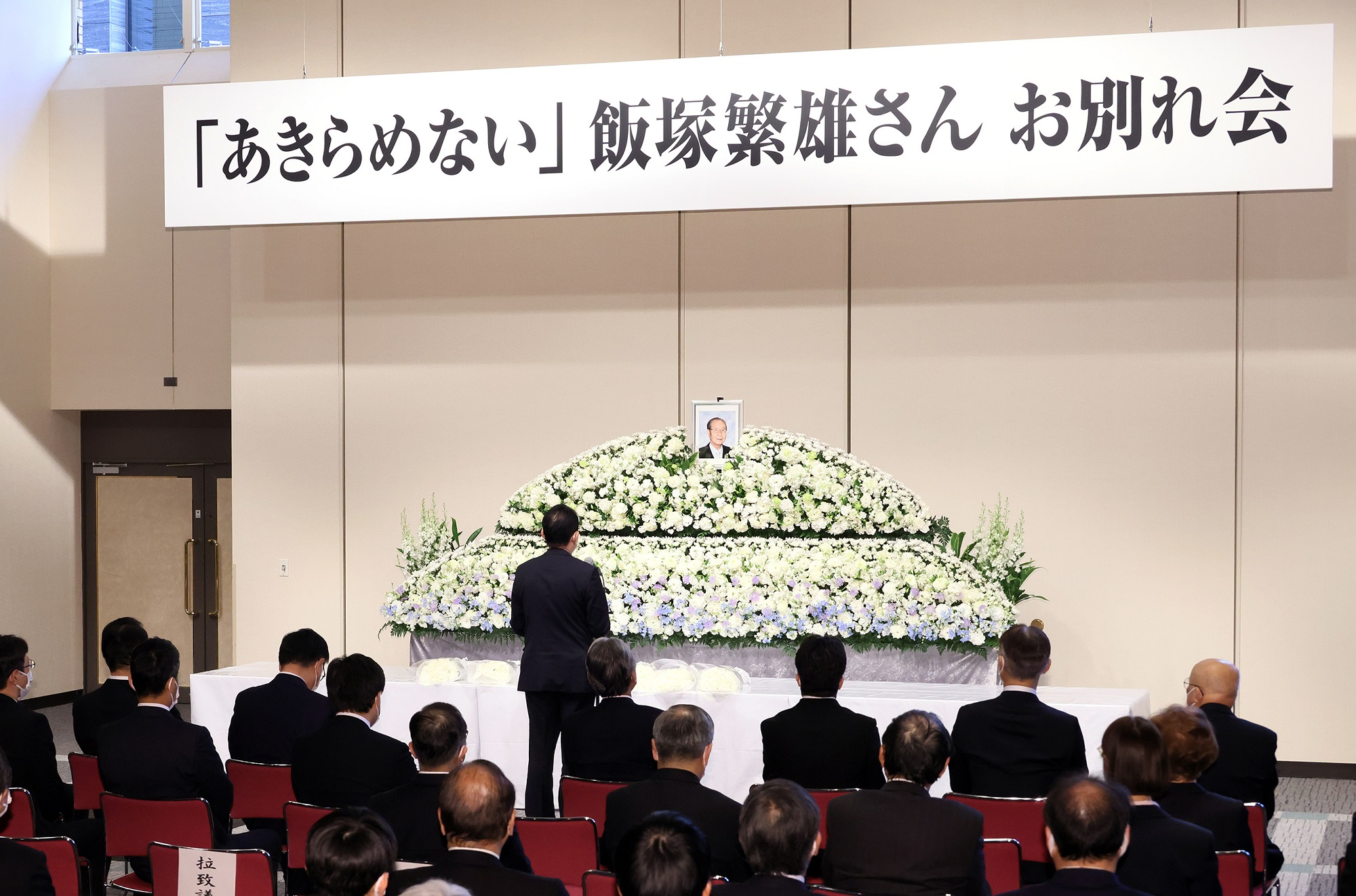
お別れ会の様子

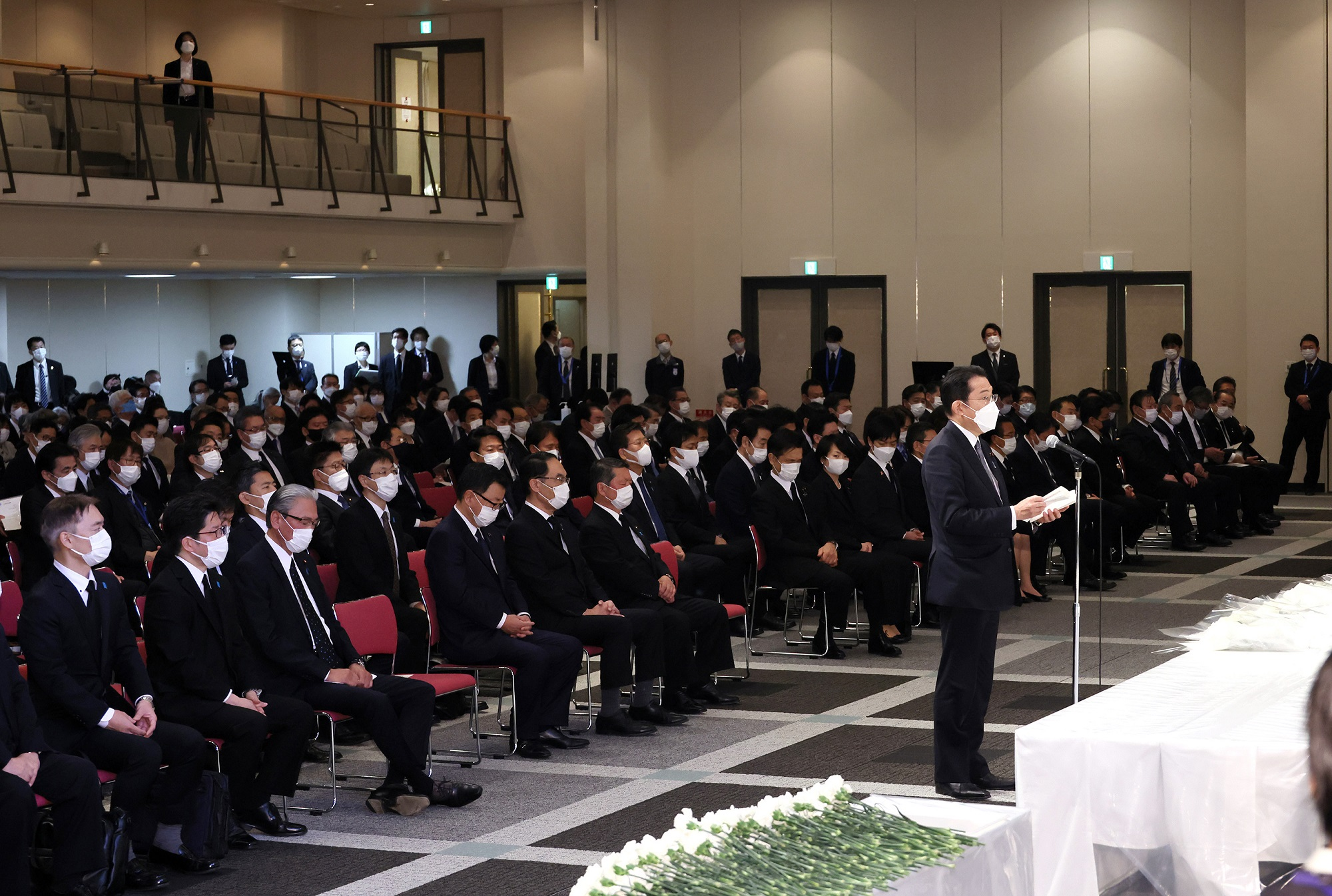
お別れ会で挨拶をする岸田文雄首相

2022年（令和4年）3月12日、東京都内で、北朝鮮に拉致された日本人を救出するための全国協議会（通称、救う会）、北朝鮮による拉致被害者家族連絡会（通称、家族会）、拉致議連主催の「飯塚繁雄さんお別れ会」が開かれ、岸田文雄首相、菅義偉前首相ら約300人が参列。岸田は献花を行ったのち、挨拶で以下のように語った。

## 著書
- 『妹よ―北朝鮮に拉致された八重子救出をめざして』日本テレビ放送網、2004年5月。ISBN 978-4-8203-9891-2。